# Lithobates tlaloci
La rana de Tláloc (Lithobates tlaloci) es un anfibio anuro de la familia de las ranas verdaderas (Ranidae) endémica de la Cuenca de México. La palabra Lithobates viene del griego lithos,  piedra y bates, que pisa”, es decir significa "que pisa sobre la roca" o "escalador de roca".
Este anfibio, cuya familia es conocida también como de ranas manchadas, posee talla mediana y alcanza una longitud de 6.3 cm. Tiene extremidades relativamente cortas, cabeza ancha y hocico corto redondeado. Posee pliegues dorso-laterales notablemente elevados de color bronce. Su color de fondo es canela dorado con manchas ovoides irregulares más oscuras, tímpano color bronce y superficie ventral color crema. También posee barras oscuras transversales en la superficie dorsal de las patas. Históricamente, la especie es conocida sólo para la Cuenca de México y fue encontrada recientemente en el Lago de Xochimilco de la Ciudad de México. Vive en ambientes dulceacuícolas y terrestres. Se considera En Peligro de Extinción (Norma Oficial Mexicana 059) y En Peligro Crítico (Lista Roja de la UICN).

## Clasificación y descripción de la especie
Es una rana de la familia Ranidae del orden Anura. Es de talla mediana, alcanza una longitud de 6.3 cm. Las extremidades son relativamente cortas. La cabeza es ancha, hocico corto y redondeado. Tiene pliegues dorso-laterales notablemente elevados de color bronce. El color de fondo es un canela dorado con manchas ovoides irregulares más oscuras, tímpano color bronce, superficie ventral color crema. Tiene barras oscuras transversales en la superficie dorsal de las patas.

## Distribución de la especie
Es endémica de México, históricamente conocida solo para la Cuenca de México, encontrada recientemente en el Lago de Xochimilco, en el Distrito Federal.

## Hábitat
Vive en el Lago de Xochimilco en el Distrito Federal, aproximadamente a 2,240 m s. n. m.

## Estado de conservación
Se considera En Peligro de Extinción (Norma Oficial Mexicana 059) y En Peligro Crítico en Lista Roja de la UICN.